# Steffen Baumgart
Steffen Baumgart, född 5 januari 1972 i Rostock, är en tysk fotbollstränare och tidigare spelare.

## Spelarkarriär
Från 1988 till 1991 spelade Baumgart för SG Dynamo Schwerin. Med laget nådde han finalen i FDGB-cupen mot Dynamo Dresden, men han förlorade matchen med sina lagkamrater Andreas Reinke och Matthias Stammann med 1-2. Efter tysk återförening flyttade Baumgart till SpVg Aurich. Där spelade han som amatör och gjorde en utbildning som bilmekaniker.
Den 1.78 meter stora anfallaren började sin karriär 1995 i Hansa Rostock. Totalt spelade han under sex år, med en paus, i Hansa Rostock och gjorde under dessa åren 32 mål. År 2002 gick han till 1. FC Union Berlin, för vilka han spelade i två år och bland annat var lagkapten. Med Union Berlin åkte han säsongen 2003/04 ur 2. Bundesliga.
Efter nedflyttningen stannade han i 2.a Bundesliga genom sin flytt till Energie Cottbus. Med laget undvek han nedflyttning i sin första säsong och steg följande säsong upp i Bundesliga. Under den första säsongen efter uppflyttningen undvek Baumgart med Energie Cottbus nedflyttning. Den 3. Januari 2008 avslutade klubben hans kontrakt som skulle ha löpt ut i slutet av säsongen. Den 22. Januari presenterades han av 1. FC Magdeburg. Magdeburg hoppades att de skulle klara av att kvalificera sig för den nya 3. Liga. Eftersom detta misslyckades och de efterföljande kontraktsförhandlingarna inte ledde till ett avtal, bytte Baumgart till SV Germania 90 Schöneiche. Under säsongen 2010/11 spelade Baumgart för SV Woltersdorf i regionklassen Öst i Brandenburg.
Baumgart gjorde 29 mål i 225 Bundesliga-matcher. I 2. Bundesliga spelade han i 142 matcher och gjorde 36 mål.

## Tränarkarriär
Den 31 Mars 2009 utsågs Steffen Baumgart till ny tränare för 1. FC Magdeburg efter föregångaren Paul Linz som sparkades efter att det önskade målet för säsongen, uppflyttning i 3. Liga, på grund av ett för stort gap på serieledande Holstein Kiel, blev mer och mer osannolikt. Han fick initialt ett kontrakt fram till slutet av säsongen. Även om avståndet till den senare seriesegraren Kiel ökade till 14 poäng och Magdeburg till slut den 4:a, förlängdes hans kontrakt med ett år till juni 2010. Steffen Baumgart uppnådde sin första framgång som tränare när han vann regioncupen 2009 genom att slå Halleschen FC med 1-0 i finalen. Den 23 mars 2010 fick han sparken efter en rad förluster.
I januari 2012 blev Steffen Baumgart assisterande tränare för FC Hansa Rostock under Wolfgang Wolf och Marc Fascher. I slutet av säsongen 2012/13, efter ytterligare ett tränarbyte, blev dock tränarestaben minskad och Baumgarts kontrakt förlängdes inte. 
Efter det, år 2014, tränade han den nedflyttningshotade distriktsligaklubben SSV Köpenick-Oberspree från Berlin.  Efter att Baumgart inte kunde förhindra nedflyttning och den omedelbara uppflyttningen inte lyckades efterföljande säsong, avslutades hans kontrakt i klubben efter ett och ett halvt år. Han blev sedan tränare för det regionala ligalaget Berliner AK 07 i juli 2015,  med vilka han slutade på andra plats i Regionalliga Nordost i slutet av säsongen, bara separerade från seriesegraren FSV Zwickau med ett mål i målskillnad. Den 31 augusti 2016 tillkännagav föreningen separationen från Steffen Baumgart, vilket både han och klubben ville. 
Den 16. April 2017 presenterades Baumgart som ny tränare för SC Paderborn 07. I dem återstående fem matcherna under säsongen 2016/17 lyckades SC Paderborn spela ihop elva poäng under Baumgart, men kunde inte förhindra den sportsliga nedflyttingen till den tyska fjärdeligan. Trots nedflyttningen förlängde Baumgart sitt kontrakt till mitten av 2018. Eftersom TSV 1860 München, som blev nedflyttad från andra division, inte uppfyllde kraven för att bli godkända för den tredje ligan, stannade SC Paderborn trots allt i den tredje divisionen. Under säsongen 2017/18 blev Baumgart 2a med SC Paderborn och därmed direkt uppflyttade till den andra ligan. Under säsongen uppnådde SC Paderborn ett rekord i den tyska tredje ligan med 90 mål i en säsong. Baumgarts kontrakt förlängdes den 18. Januari 2018 till slutet av juni 2020.  Den 19. Maj 2019 steg han med SC Paderborn, som tvåa i 2. Bundesliga, för andra gången i klubbens historia upp i Bundesliga. Strax innan säsongen 2019/20 inleddes, förlängdes Baumgarts kontrakt till 2021. På 2:a omgången, säsongen 2019/20, var Baumgart den första funktionären i Bundesliga som fick ett gult kort efter att de nya reglerna infördes.

## Socialt Engagemang
Förutom sitt arbete som tränare är Steffen Baumgart också involverad i olika sociala aktiviteter utanför fotbollsplanen. Sedan mars 2020 har Steffen Baumgart varit sponsor för gymnasiet Theodorianum i projektet Skola utan rasism - Skola med mod. Han motiverar sitt engagemang genom att säga att ”vi [...] [bor] i ett mycket tolerant land, [vad] [...] vi [visar] om och om igen i sport. Många nationer, hudfärger och religioner förenas i fotboll: Det är just därför vi bör försvara oss mot alla former av rasism och visa moraliskt mod mot individer! " I ett motsvarande pressmeddelande från SC Paderborn står det: "Tolerant beteende i sport och även i det sociala livet är viktiga vägledande principer för hans handlingar. Baumgart motverkar alla rasistiska tendenser genom modigt och samarbetsvilligt engagemang."

## Framgångar som tränare
- Uppflyttning till 2. Bundesliga under säsongen 2017/18 (SC Paderborn 07)
- Uppflyttning till Bundesliga under säsongen 2018/19 (SC Paderborn 07)
- Kvartsfinal i DFB-Pokal 2017/18 och 2018/19 (SC Paderborn 07)
- Vinnare av Westfalenpokal 2017 och 2018 (SC Paderborn 07)